# آدم باسيل
آدم باسيل (بالإنجليزية: Adam Basil) هو منافس ألعاب قوى أسترالي، ولد في 14 أبريل 1975 في ملبورن في أستراليا.

## وصلات خارجية
- آدم باسيل على موقع الاتحاد الدولي لألعاب القوى (الإنجليزية)
- آدم باسيل على موقع النتائج التاريخية لألعاب القوى الأسترالية (الإنجليزية)
- آدم باسيل على موقع اللجنة الأولمبية الدولية (الإنجليزية)
- آدم باسيل على موقع أوليمبيديا (الإنجليزية)
- آدم باسيل على موقع اللجنة الأولمبية الأسترالية (الإنجليزية)